# Notisis
Notisis is een geslacht van neteldieren uit de klasse van de Anthozoa (bloemdieren).

## Soorten
- Notisis charcoti Alderslade, 1998
- Notisis elongata (Roule, 1908)
- Notisis fragilis Gravier, 1913